# Літературно-меморіальний музей-садиба М. Т. Рильського (Романівка)
Романівський літературно-меморіальний музей-садиба родини Рильських — літературно-меморіальний музей, присвячений життю і творчості видатного українського поета-лірика Максима Тадейовича Рильського, розташований у селі Романівці Попільнянського району Житомирської області; культурно-просвітній і туристичний осередок району. Діє на правах відділення-філії Житомирського краєзнавчого музею.

## Загальні дані
Романівський літературно-меморіальний музей-садиба родини Рильських міститься у меморіальному приміщенні, яке належало родині Рильських, й розташований за адресою: 13531, с. Романівка, Попільнянський район, Житомирська область, Україна.
Музей працює для відвідувачів щоденно, крім неділі та понеділка, з 10-ї до 18-ї години. Кожна остання субота місяця — день безкоштовного сімейного відвідування музею.

## Історія, експозиції та діяльність музею
Літературно-меморіальний музей-садиба М. Т. Рильського у Романівці Попільнянського району Житомирської області був відкритий для відвідувачів у 1991 році. 

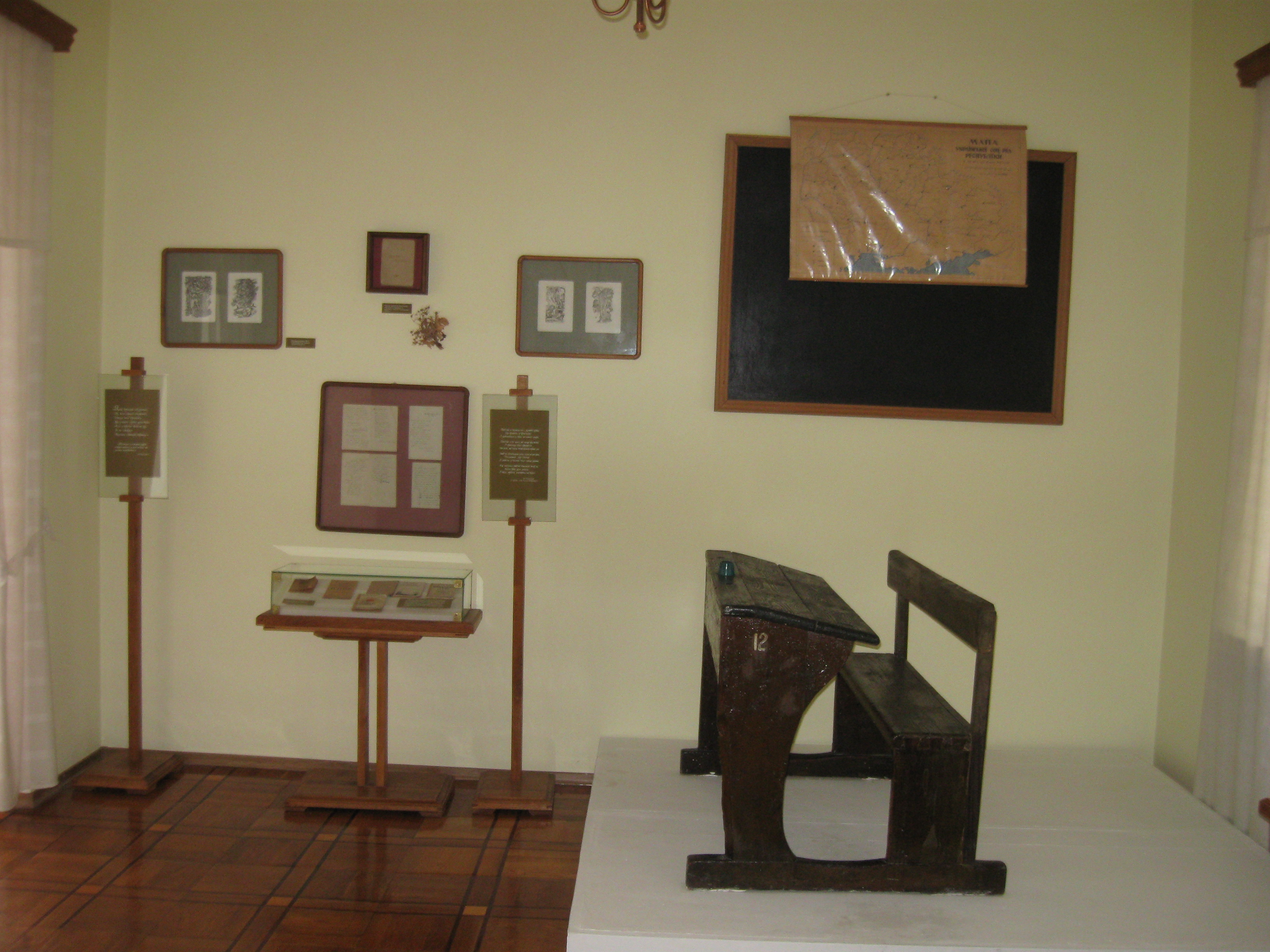
Відтворений клас старої сільської школи

Літературна експозиція розміщена у 4-х залах меморіального приміщення, яке належало сім'ї поета, де пізніше була відкрита сільська школа, в якій вчителював М. Т. Рильський у 1921—1923 роках. 
Музейна кімната при школі була відкрита у 1965 році. Після переселення школи у спеціально побудоване приміщення почалось створення літературно-меморіальної експозиції. 
В експозиції Романівського літературно-меморіального музею-садиби родини Рильських — матеріали про батьків та родину поета; експонати, що пов'язані з життям М. Т. Рильського в Романівці, а також численні документи, книги, фотографії, особисті речі, які розповідають про творчий шлях, громадську діяльність, захоплення видатного українського поета та про життєві долі багатьох талановитих людей так чи інакше пов'язаних з родиною Рильських. 
Щороку, коли зацвітає бузок, організовується й проводиться літературно-мистецьке свято «Романівська весна» — свято краси рідного слова, рідної пісні, свято шани славному роду Рильських. 
У літературно-меморіальному музеї-садибі родини Рильських в Романівці увазі відвідувачів пропонується різноманітна тематика екскурсій для різних вікових категорій, зокрема для учнівської та студентської молоді. Є також актова зала, придатна для проведення семінарів, конференцій, творчих зустрічей тощо.

## Галерея (жовтень 2009 року)

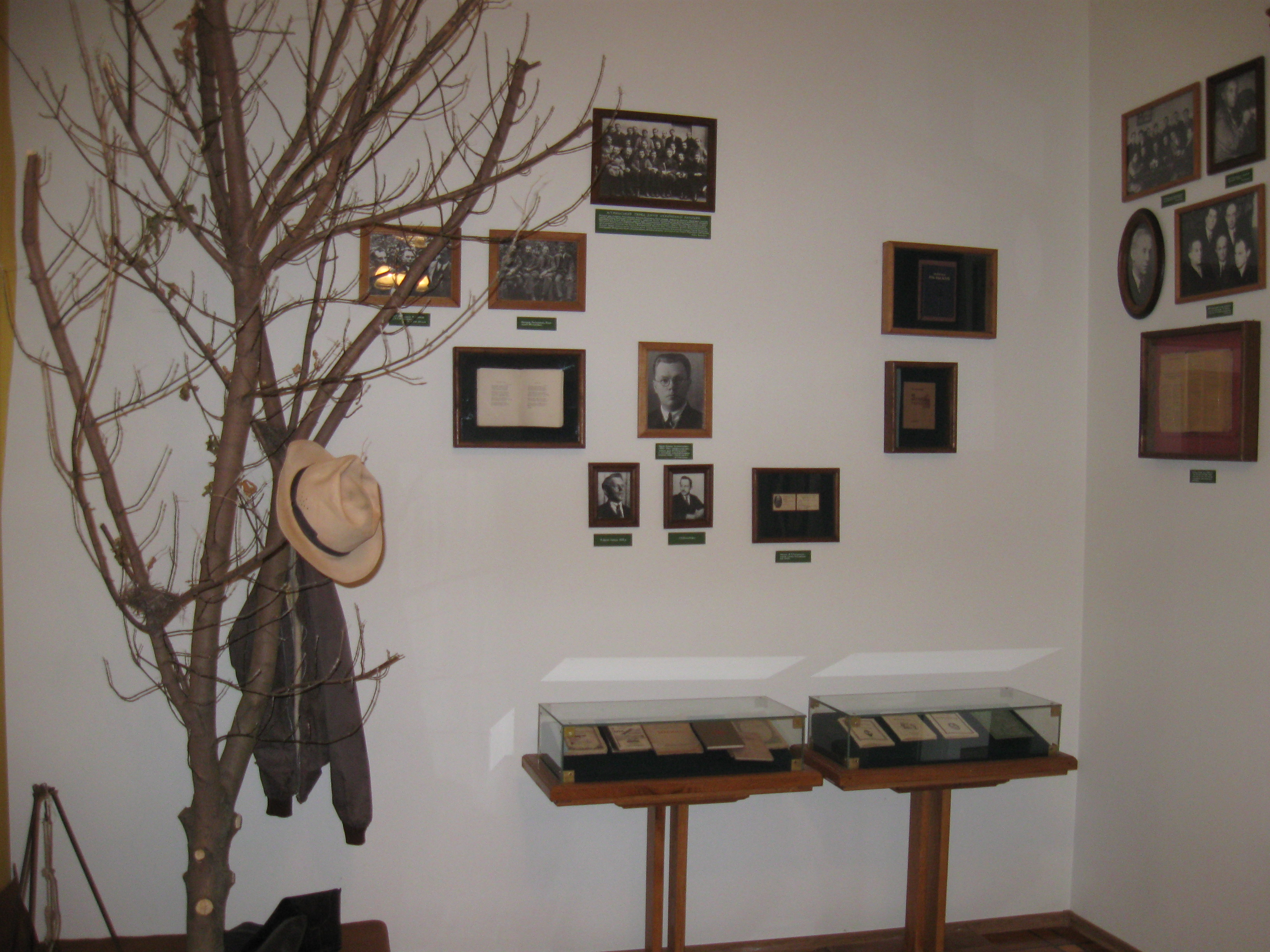
З музейної експозиції
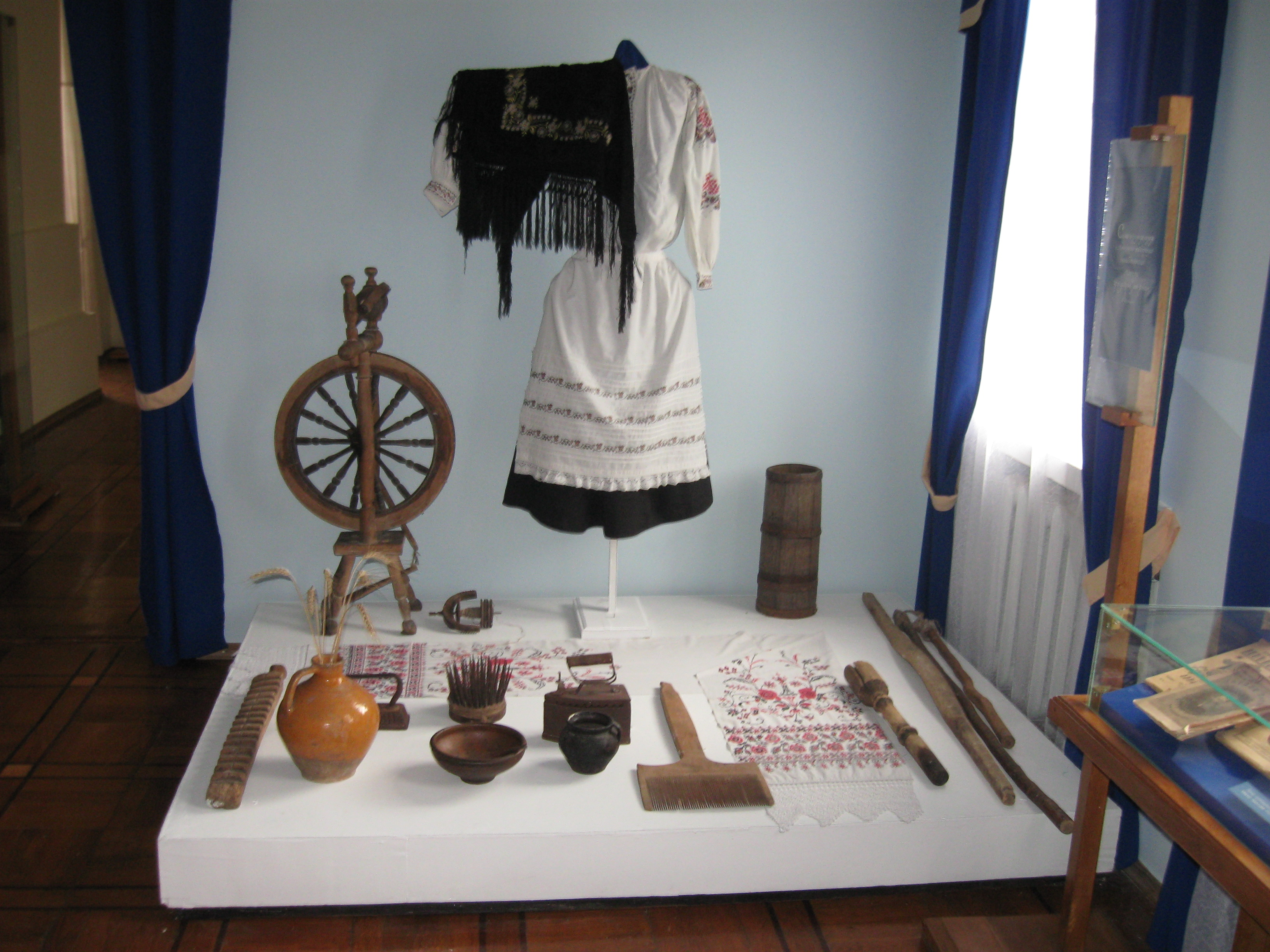
Етнографічний куток музей
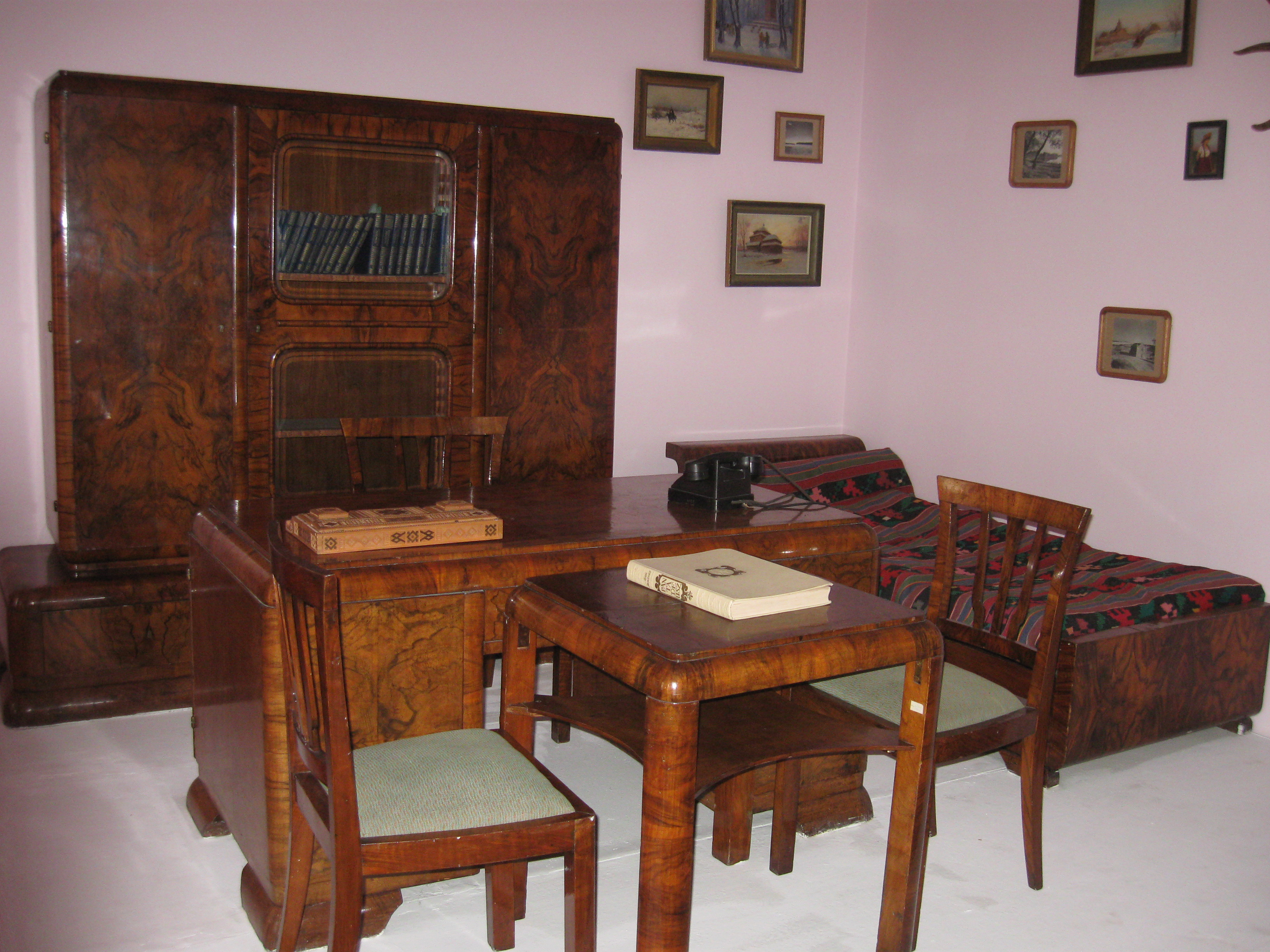
Відтворений кабінет Максима Рильського
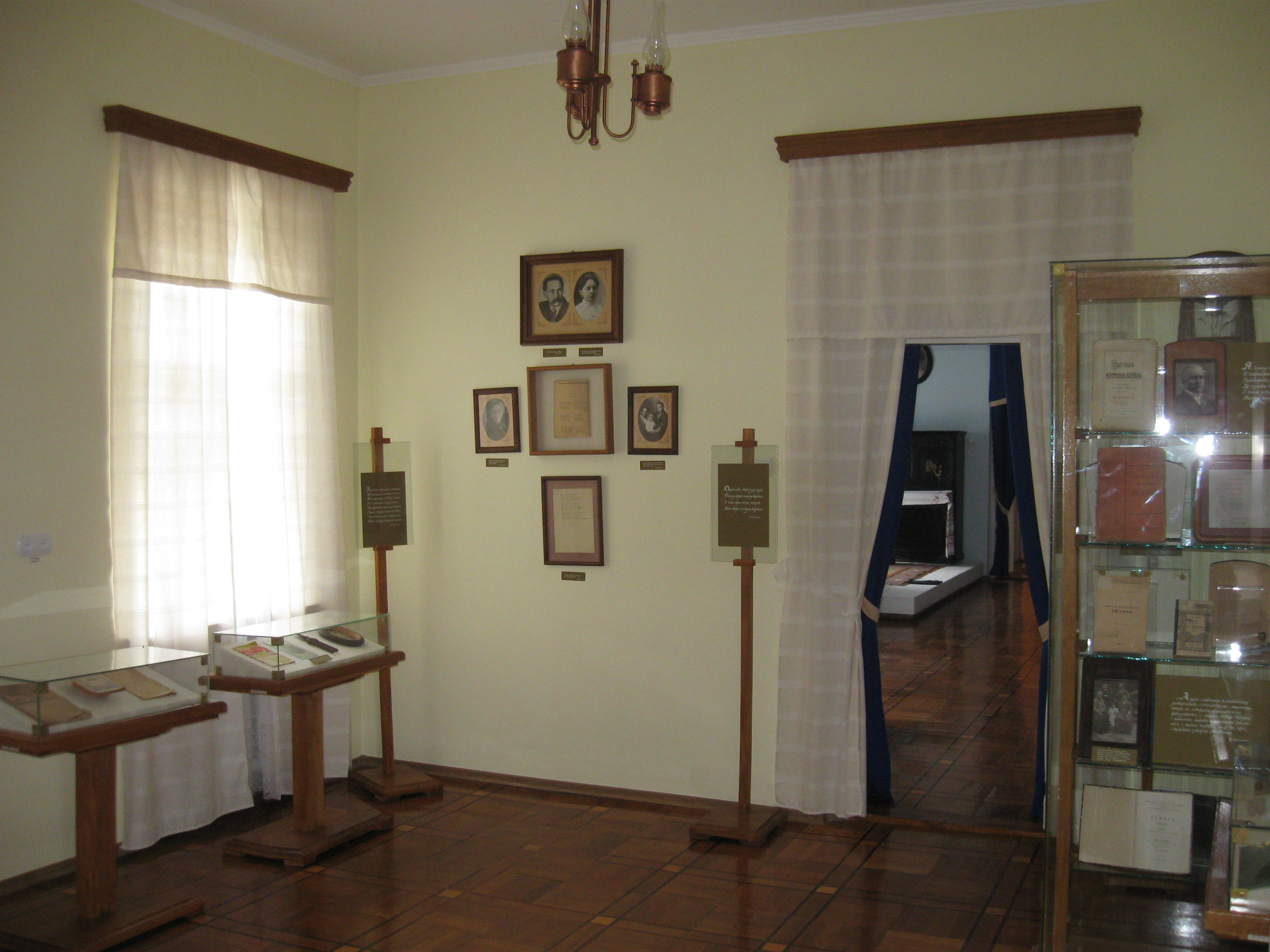
Експонати меморіальної експозиції